# Zwarte Piet

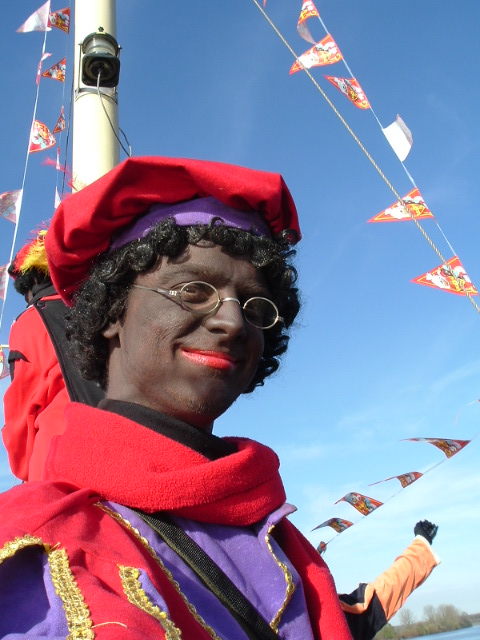
Zwarte Piet

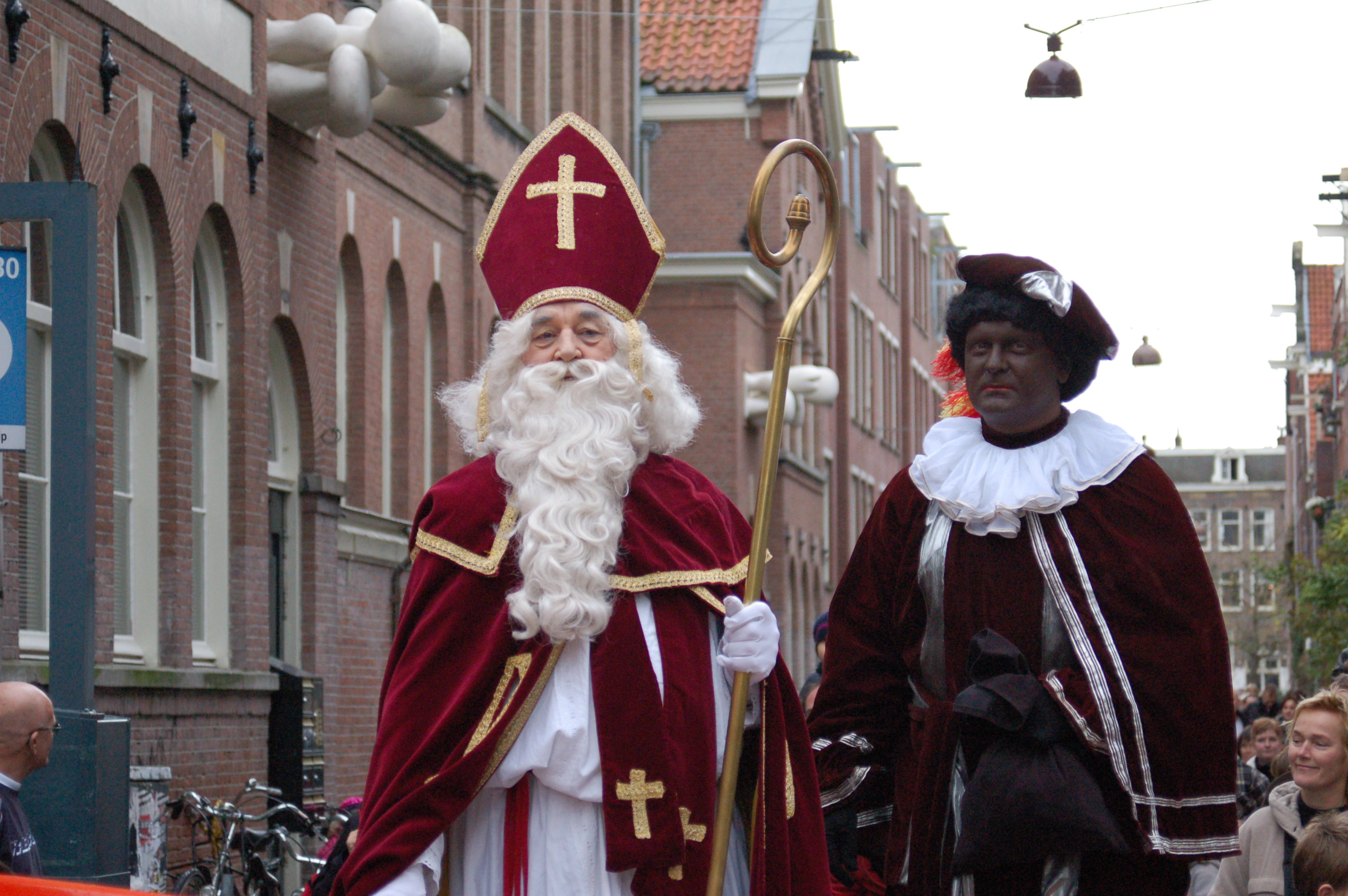
Sinterklaas i Zwarte Piet

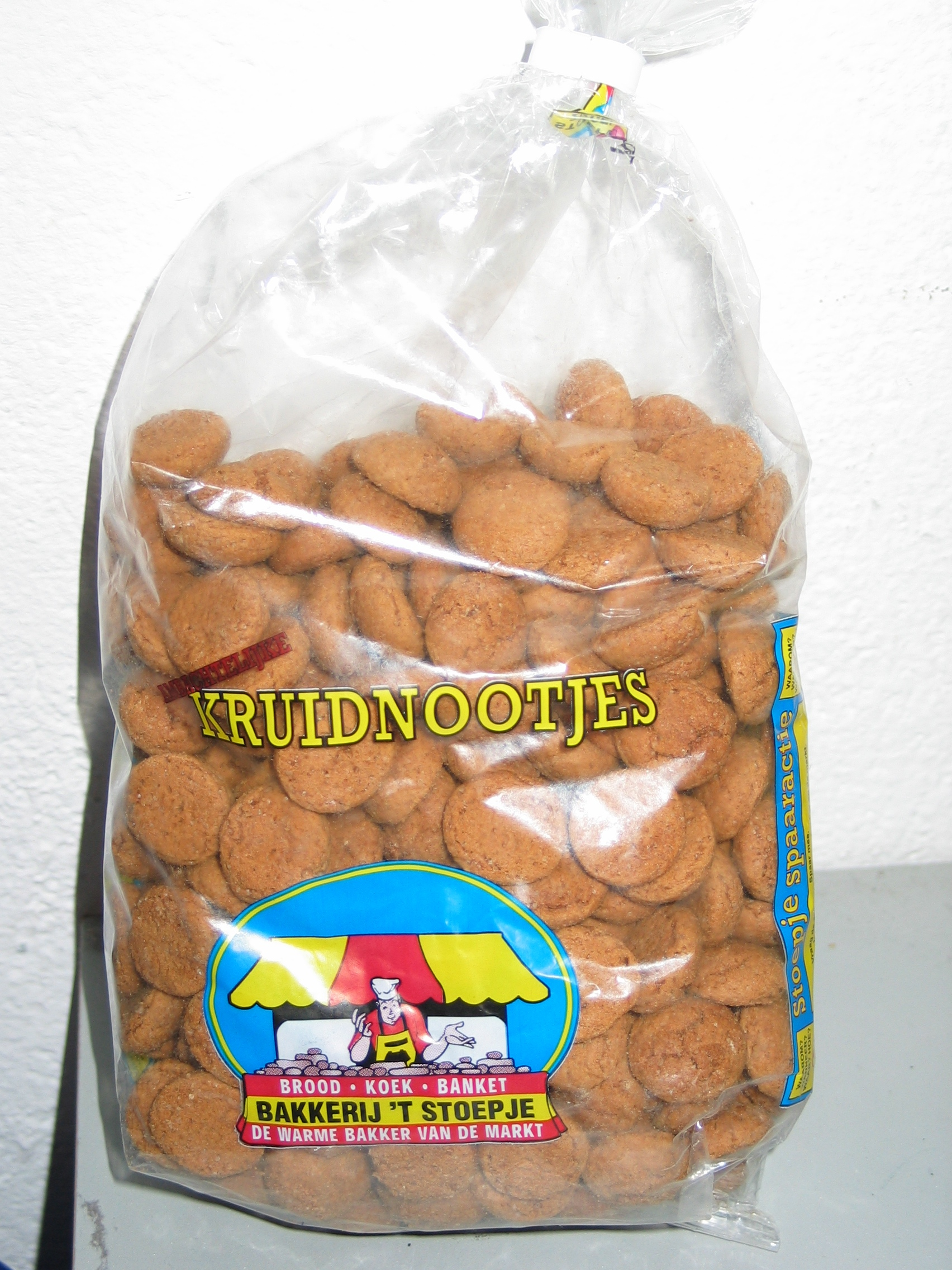
Woreczek z kruidnootjes

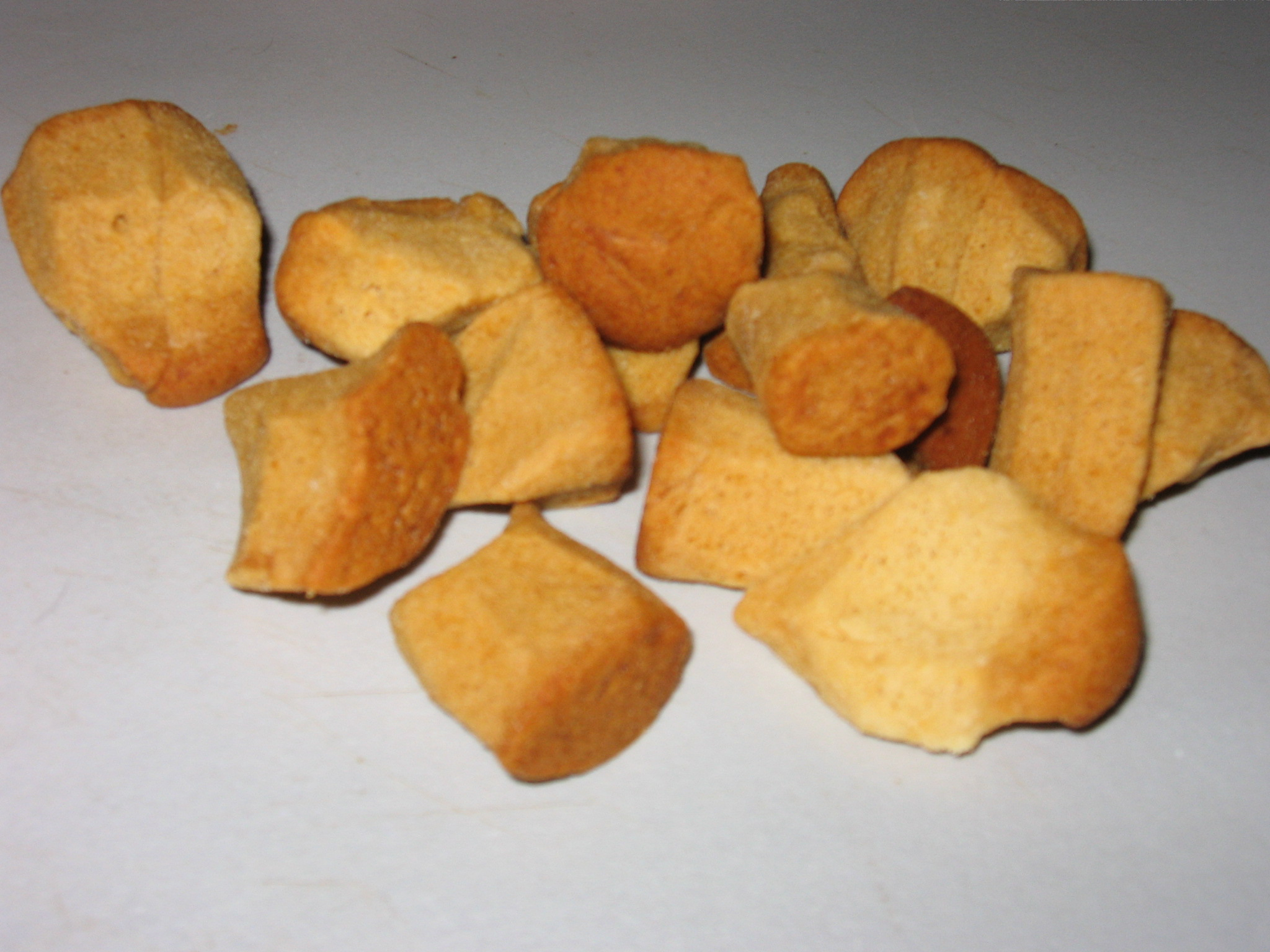
Pepernoten

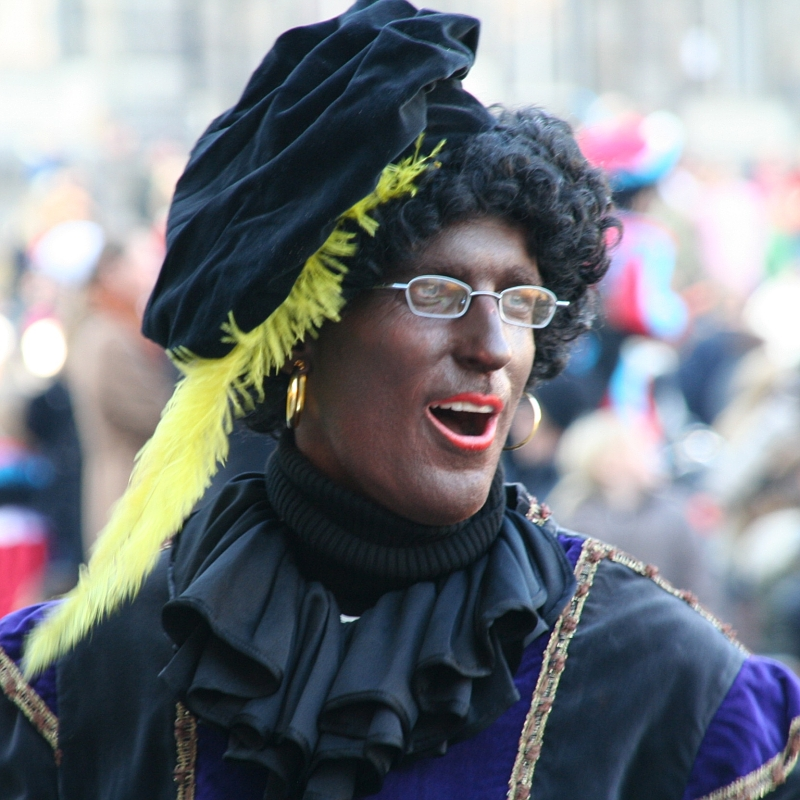
Zwarte Piet

Zwarte Piet (wym. [zʋɑrtə pit]ⓘ, z niderl. „Czarny Piotruś“) – pomocnik Sinterklaasa, którego łatwo można rozpoznać po twarzy i rękach pomalowanych koloryzującą pastą na czarno lub brązowo oraz po kostiumie w jaskrawych barwach, wzorowanym na modzie z początków XVII wieku. 

## Tradycja
Według niderlandzkiej tradycji w nocy, gdy wszyscy już śpią Zwarte Piet wspina się na dachy i wchodzi przez kominy do domów, aby przy kominku postawić prezenty dla dzieci od Sinterklaasa, natomiast w ciągu dnia rozdaje dzieciom i przechodniom na ulicy słodycze i ciasteczka. Zwarte Piet dźwiga także worek z prezentami oraz opiekuje się koniem Sinterklaasa.
Dawniej rodzice straszyli swoje pociechy mówiąc, że Zwarte Piet wkłada niegrzeczne dzieci do worka i zabiera ze sobą do Hiszpanii (do XVI w. tereny współczesnej Holandii należały do Hiszpanii, więc kraj ten kojarzył się Holendrom niezbyt przyjemnie), gdzie przez cały rok będą musiały ciężko pracować. Ze względów pedagogicznych stosowanie tej metody wychowawczej było mocno krytykowane i ma obecnie wartość jedynie historyczną, gdyż praktycznie wyszło z użycia. 
Osoby odgrywające rolę Zwarte Pieta zachowują się w sposób żartobliwy, psocą i wykonują akrobatyczne sztuczki, a także rozdają wszystkim dookoła, jedyne w swoim rodzaju, malutkie ciasteczka z przyprawami korzennymi, które nazywają się: kruidnootjes i pepernoten. 
Zbliżone pod względem etnograficznym postacie występowały w folklorze dawnego Gdańska, w którym dzieci straszono czarnym (złym) panem, mężczyzną w czarnym stroju lub o czarnej karnacji.

## Historia i pochodzenie postaci
Postać Zwarte Pieta pojawiła się w folklorze dopiero na początku XIX wieku. Wcześniej Sinterklaas sam rozdawał dzieciom prezenty lub towarzyszył mu diabeł, np. do tej pory pomocnik św. Mikołaja w Austrii wykazuje wyraźne cechy diabelskie w wyglądzie zewnętrznym oraz zachowaniu. W ówczesnej świadomości mieszkańców Europy stawiano znak równości między diabłem a Mauretańczykiem, najprawdopodobniej ze względu na ciemniejszy kolor skóry.
Inni twierdzą, że Zwarte Piet był pomocnikiem włoskiego kominiarza, ze względu na posiadaną umiejętność chodzenia po dachach, strój przypominający kombinezon kominiarski oraz miotełkę, którą ma przy sobie.
Według innej legendy Zwarte Piet był etiopskim chłopcem o imieniu Petrus, którego Sinterklaas kupił na targu niewolników w Mirze, i któremu podarował wolność, zaś chłopiec z wdzięczności pozostał u boku swojego wybawcy. Z biegiem czasu jego imię zostało uproszczone do Piet.
W miarę jak upowszechniła się w Niderlandach wiara o pochodzeniu Sinterklaasa z Hiszpanii, coraz częściej utożsamiano Zwarte Pieta z mauretańskim, nieporadnym młodzieńcem mówiącym na migi. Taki wizerunek Zwarte Pieta był popularny aż do połowy XX wieku. 
Coraz powszechniejsza emigracja Afrykańczyków do Europy oraz rozwój wzajemnych kontaktów przyczyniły się do zmiany wizerunku. Zwarte Piet stał się respektowanym asystentem Sinterklaasa, praktycznie pozbawionym elementów łączących tę baśniową postać z niewolnictwem i przeszłością kolonialną Holandii.
Do II wojny światowej Sinterklaasowi towarzyszył tylko jeden czarny pomocnik. Po wyzwoleniu kanadyjscy żołnierze, którzy wzięli udział w organizowaniu obchodów pierwszego po wojnie święta Sinterklaas, nieograniczeni rygorami tradycji, zainicjowali udział kilku Zwarte Pietów. Od tego czasu Sinterklaasowi towarzyszy zawsze kilku, a nawet kilkunastu czarnoskórych pomocników, z których każdy pełni inną funkcję.

## Krytyka postaci
Pomimo metamorfozy, którą Zwarte Piet przeszedł w ostatnich kilkudziesięciu latach, jego postać pozostaje w dalszym ciągu obiektem kontrowersji. Pewne kręgi społeczeństwa, np. Niderlandczycy pochodzenia surinamskiego oraz członkowie Partii Socjalistycznej (SP) krytykują Zwarte Pieta za kultywowanie tradycji rasistowskiej oraz uważają za symbol uciemiężenia krajów Trzeciego Świata przez zachodni imperializm.
Czarny kolor skóry, złote kolczyki w uszach, typowe dla osób czarnoskórych usta i włosy, które odnajdujemy w postaci Zwarte Pieta oraz jego funkcja są odbierane przez wyżej wymienione grupy jako wyraz nostalgii za kolonialną przeszłością Królestwa Niderlandów oraz nawiązywanie do czasów niewolnictwa.
Fragment wypowiedzi Harry'ego van Bommela, polityka i członka niderlandzkiego parlamentu Tweede Kamer, udzielonej podczas wywiadu: "W tradycji święta Sinterklaas istnieje stały podział ról: Sinterklaas jest szefem, a Zwarte Piet sługą, to stwarza wrażenie, że osoby czarnoskóre są zawsze służącymi, zawsze pełnią funkcje pomocnicze. Jeżeli chcemy pozbyć się tego wizerunku, to nie powinniśmy wychowywać dzieci na tym wizerunku".  
Verene Shepherd profesor karaibskiego Uniwersytetu West Indies zgłosiła sprawę postaci do Rady Praw Człowieka ONZ w Genewie, w związku z czym powołano komisję, której zadaniem było zbadanie holenderskiej tradycji dotyczącej świętego Mikołaja (ONZ sugerowała nawet ingerencję w święto Sinterklaas, celem wprowadzenia zmian lub całkowitej jego likwidacji). Przedsięwzięte przez Shepherd kroki wywołały w Holandii falę dyskusji na ten temat. Zarzucano jej przede wszystkim skrajną lewicowość, nieznajomość kultury holenderskiej oraz włączenie sprawy Zwarte Pieten do szerszej kampanii mającej na celu uzyskanie możliwie największych odszkodowań dla dawnych kolonii. 
Artysta Quinsy Gario (pochodzący z Antyli Holenderskich) w 2011, w trakcie obchodów święta w Amsterdamie pokazał się w podkoszulku z napisem Zwarte Piet is racisme (Czarny Piotruś to rasizm).  Ineke Strouken z Holenderskiego Centrum Kultury Ludowej i Dziedzictwa Niematerialnego w Utrechcie uważała, że zmiana w wyglądzie tych postaci byłaby czymś naturalnym. Stwierdziła m.in.: Tradycje są z definicji dynamiczne. Dopasowują się nieustannie do ducha czasów.
Przedstawiciele części środowiska naukowego Holandii wskazywali, że podczas międzynarodowych spotkań postać Zwarte Pieten jest zawsze tematem tabu oraz główną przyczyną tego, że święto Sinterklaas nie znajduje się na liście dziedzictwa niematerialnego UNESCO.
Przedstawiciele rządu holenderskiego dystansowali się od dyskusji. Jedyny wyraźny wyjątek stanowiła partia PVV (Partia Wolności), która broniła istniejącej tradycji w niezmiennej formie. Szesnastoletnia Holenderka Mandy Roos, zainicjowała powstanie facebookowej strony Zwarte Piet moet blijven (Zwarte Piet musi pozostać). Strona miała charakter petycji. W ciągu dwóch dni podpisało się pod nią około dwóch milionów osób. Dziewczyna zorganizowała również w Hadze demonstrację poparcia dla zachowania tradycji w niezmiennej formie. 
We Flandrii pomocnik Sinterklaasa określany jest jako „Pieterknecht“  (Pieter-pomocnik), więc nie nawiązuje do koloru skóry.

## Inne znaczenia
- Zwartepieten – nazwa gry w karty, która przypomina polską grę w Czarnego Piotrusia
- Iemand de zwartepiet toespelen – wyrażenie w języku niderlandzkim, które oznacza obarczenie winą kogoś niewinnego, oczyszczenie się z zarzutów poprzez oczernienie innej osoby, znalezienie sobie kozła ofiarnego